# بیچ‌کرفت سوپر کینگ ایر
خانواده بیچ کرافت سوپر کینگ ایر یکی از مدل‌های هواپیماهای دو موتوره توربوپراپ تولید شده توسط بیچ کرافت است. سری مدل ۲۰۰ و مدل ۳۰۰ در ابتدا به عنوان خانواده "Super King Air" به بازار عرضه شدند. نام "سوپر" در سال ۱۹۹۶ از ابتدای نام این هواپیما حذف شد. سری مدل ۲۰۰ و مدل ۳۰۰ خط کینگ ایر را همراه با مدل‌های کینگ ایر مدل ۹۰ و ۱۰۰ تشکیل می‌دهند.

#### مدل ۲۰۰ انواع نظامی

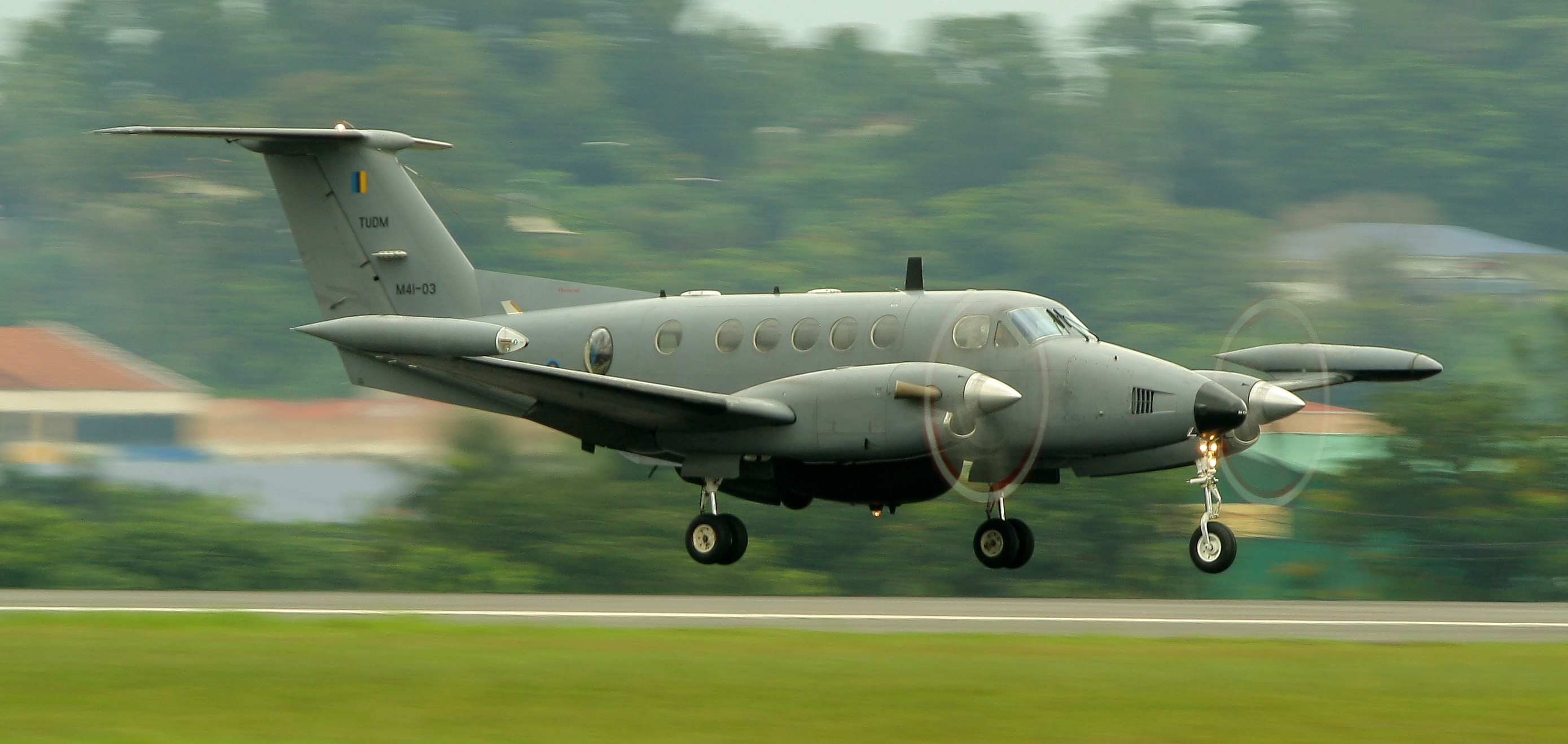
نوع B200T که توسط نیروی هوایی سلطنتی مالزی به عنوان یک هواپیمای گشت دریایی اداره می‌شود

ارتش ایالات متحده، نیروی هوایی، نیروی دریایی و تفنگداران دریایی همگی نسخه‌های Super King Air 200 را به خدمت درآورده اند. که برای حمل و نقل پرسنل استفاده می‌شود. ارتش همچنین از سری هواپیماهای RC-12 Guardrail برای مأموریت‌های اطلاعاتی نظامی استفاده می‌کند.

### مدل پی دی ۲۹۰
بیچ کرفت در اواسط دهه ۱۹۷۰ شروع به تولید نسخه ای با موتور جت نمود. اولین نمونه King Air 200 با موتورهای توربوفن‌های پرت اند ویتنی JT15D روانه بازار شد. با توجه به نام PD 290 (برای طراحی اولیه)، این هواپیما برای اولین بار در ۱۲ مارس ۱۹۷۵ با این پیکربندی پرواز کرد. و به دنبال نبود مشتری و عدم تولید آخرین پرواز خود را در ۳۰ سپتامبر ۱۹۷۷ انجام داد.

### سوپر کینگ ایر ۳۰۰/۳۵۰

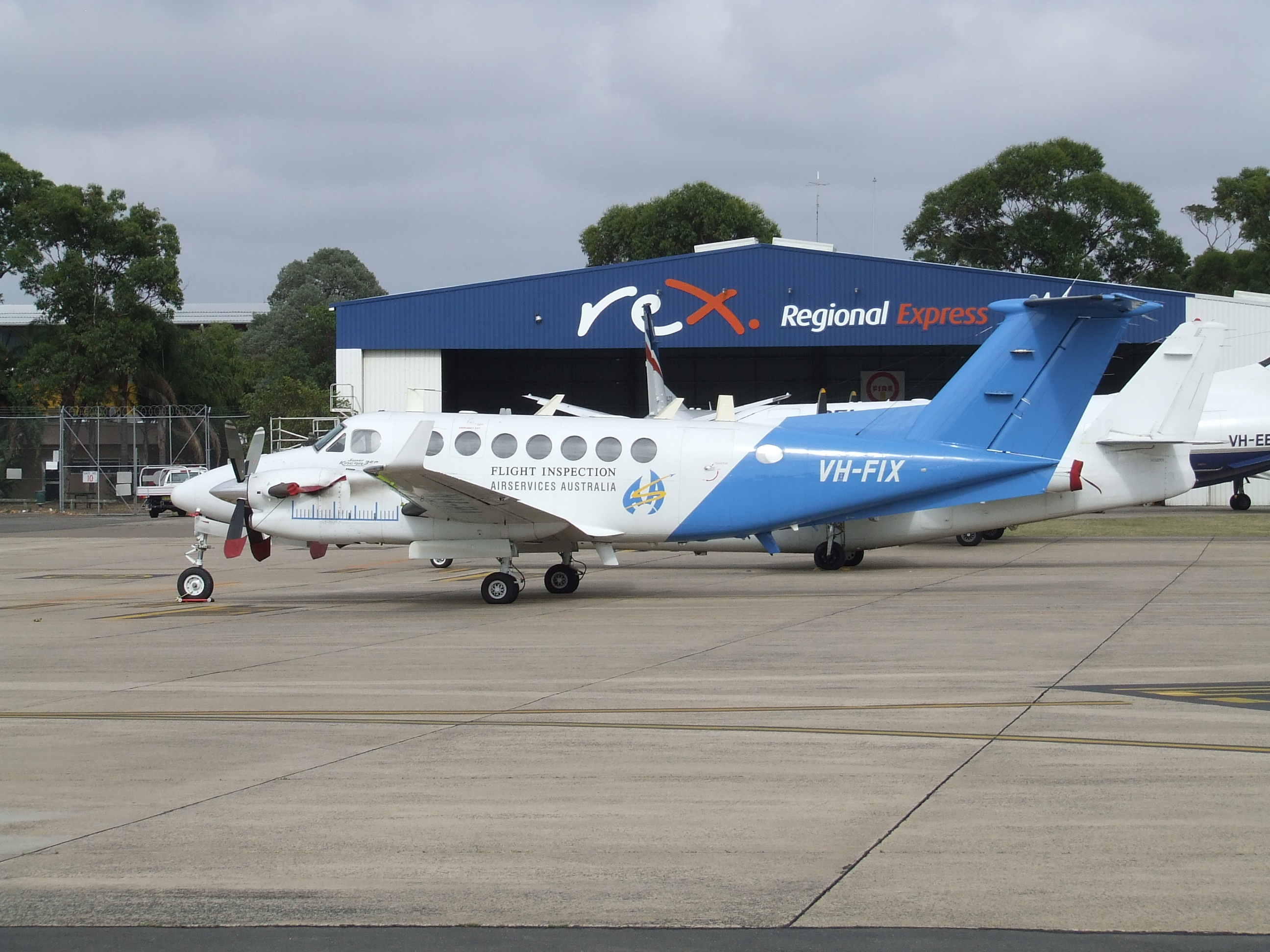
کینگ ایر ۳۵۰ که توسط AeroPearl اداره می‌شود، برای بررسی هواپیماهای دریایی در استرالیا از طرف ایرسرویس استرالیا استفاده می‌شود.

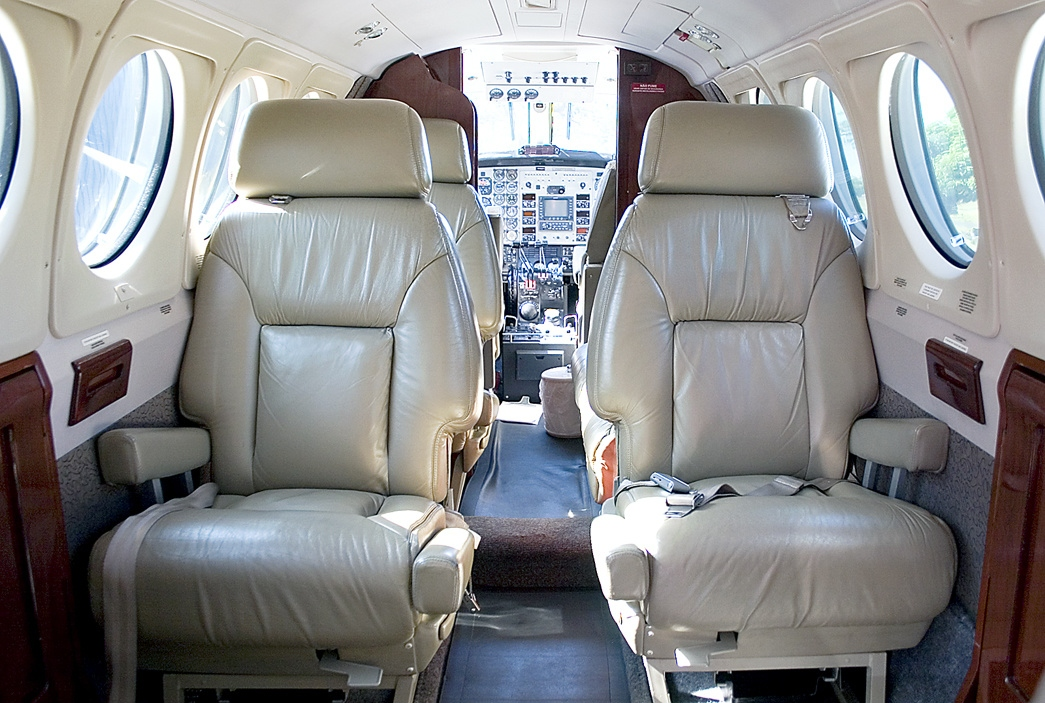
کابین سوپر کینگ ایر

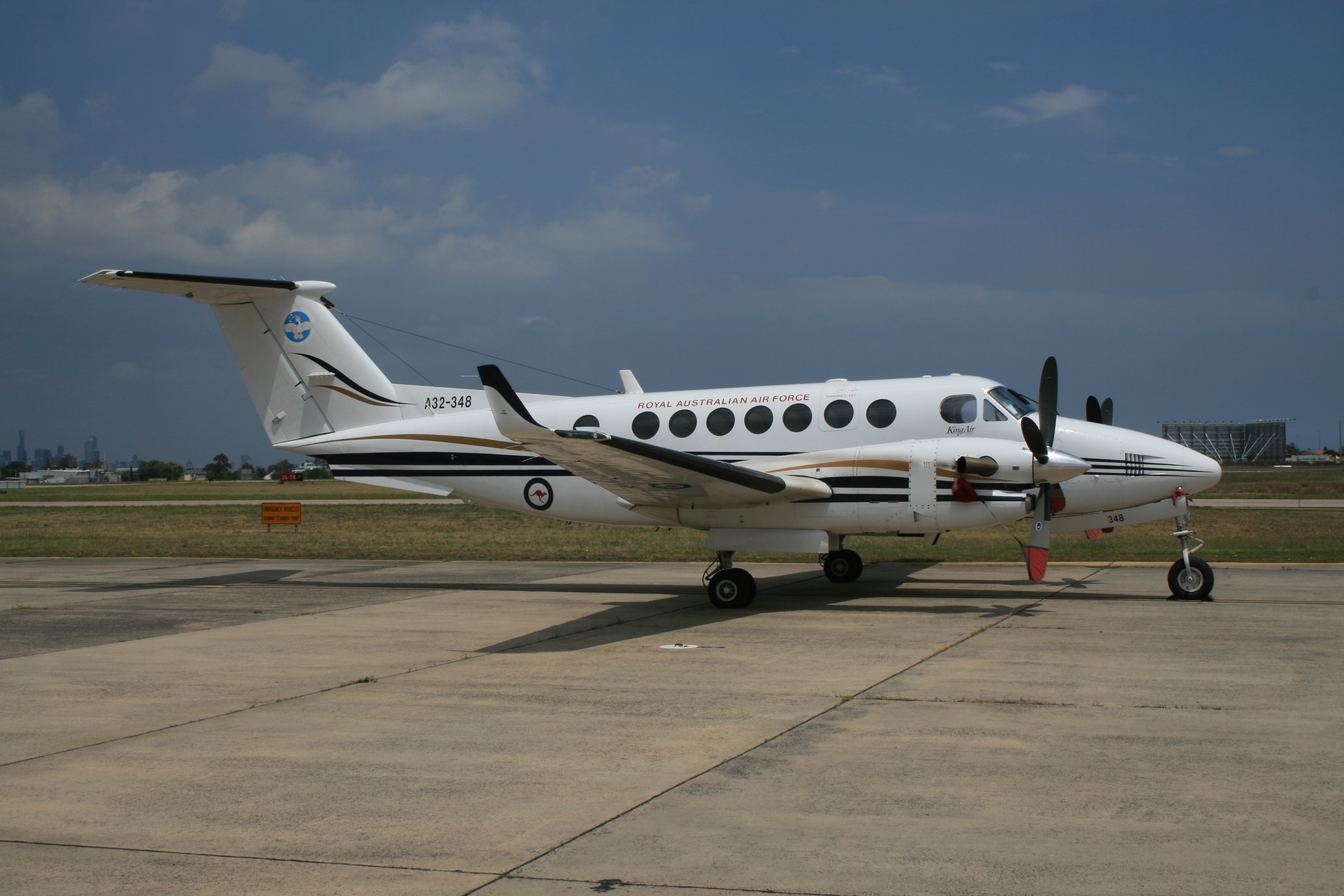
یکی از هشت کینگ ایر ۳۵۰ در حال خدمت با شماره ۳۲ اسکادران RAAF

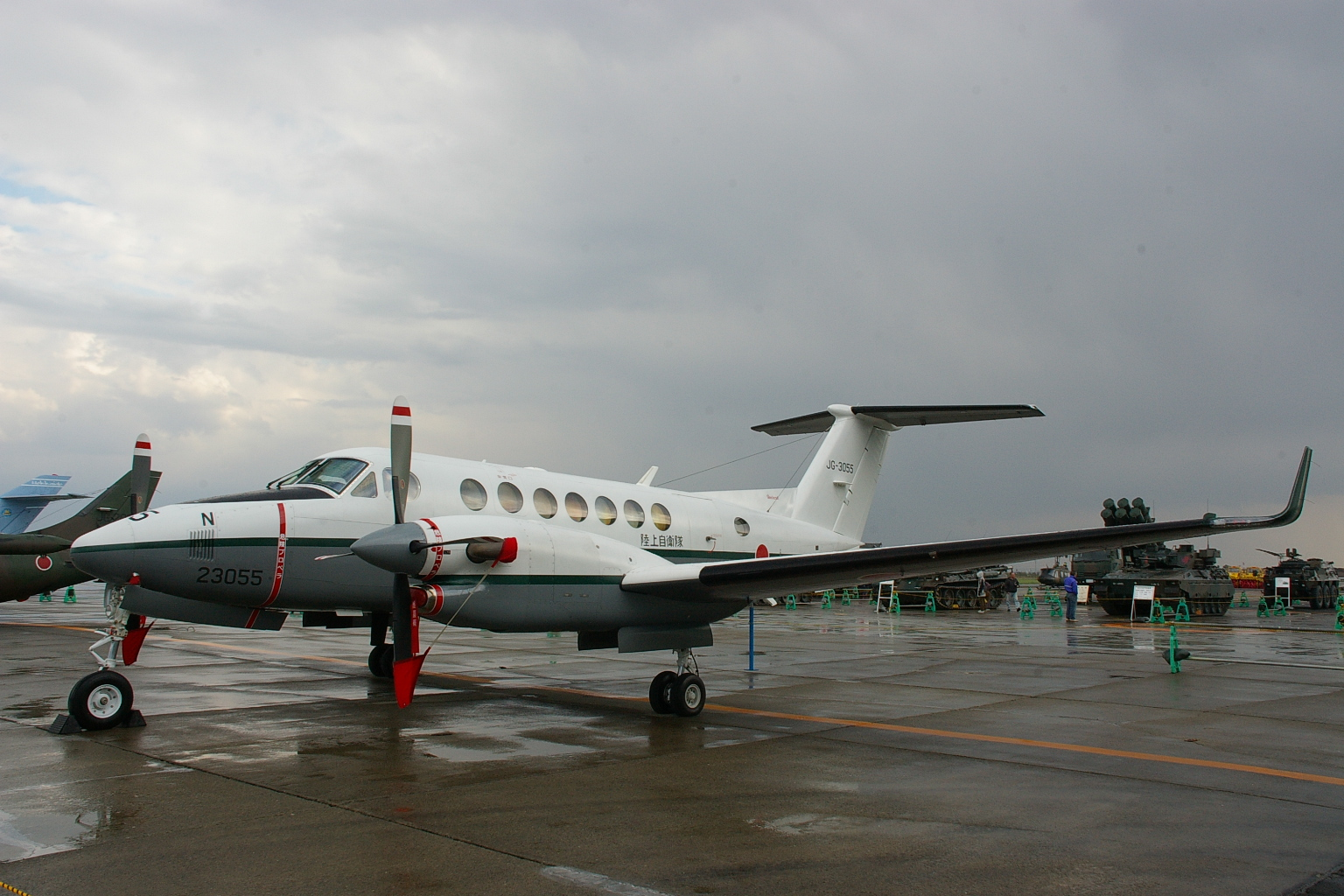
ال آر-۲ متعلق به نیروی زمینی ارتش ژاپن

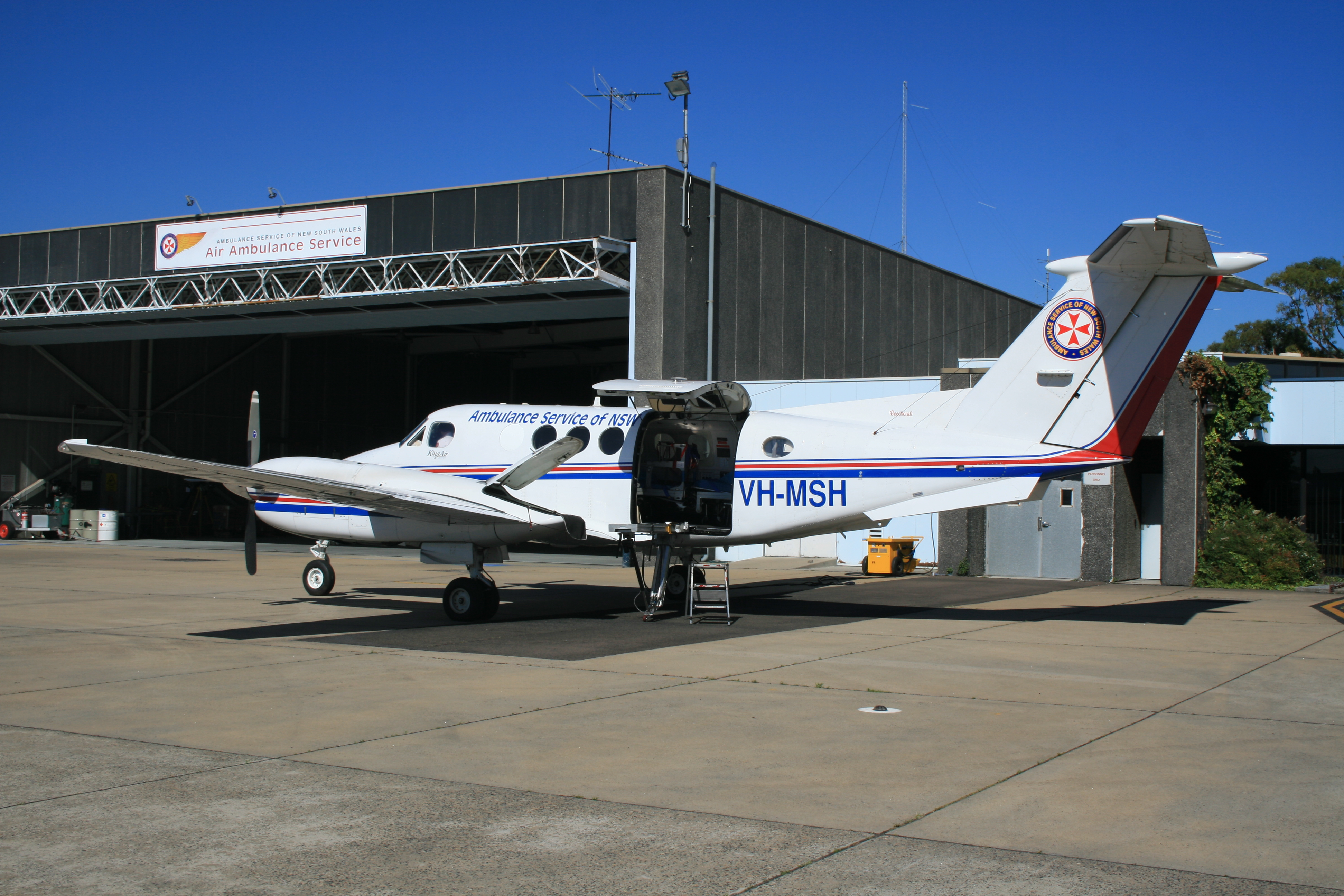
یک فروند B200 به عنوان آمبولانس هوایی با درب بزرگ به سبک B200C، برانکارد بالابر و قفسه بال تغییر یافته است.

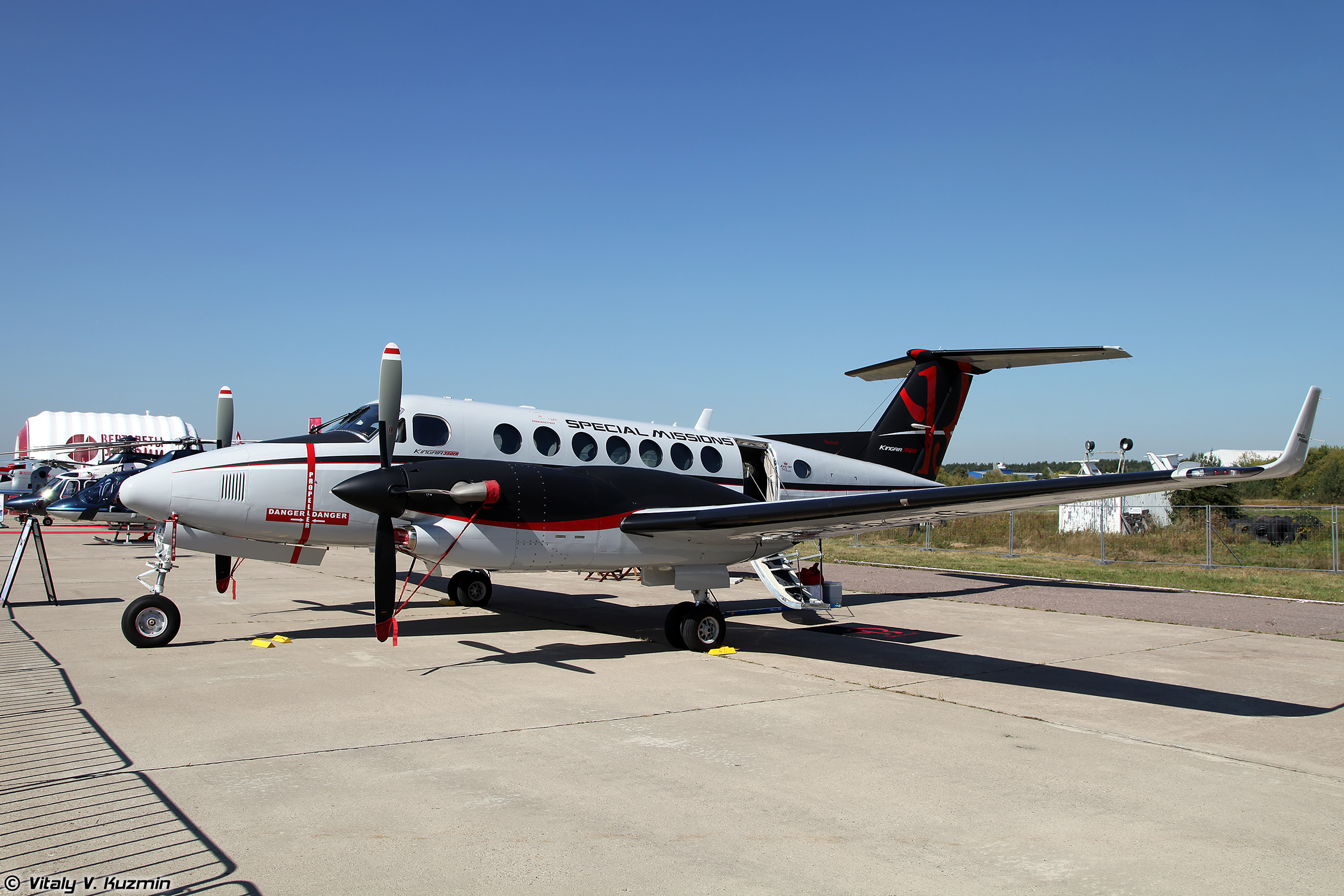
یک فروند کینگ ایر ۳۵۰ با مأموریت ویژه در نمایشگاه بین‌المللی هوانوردی و فضایی روسیه.

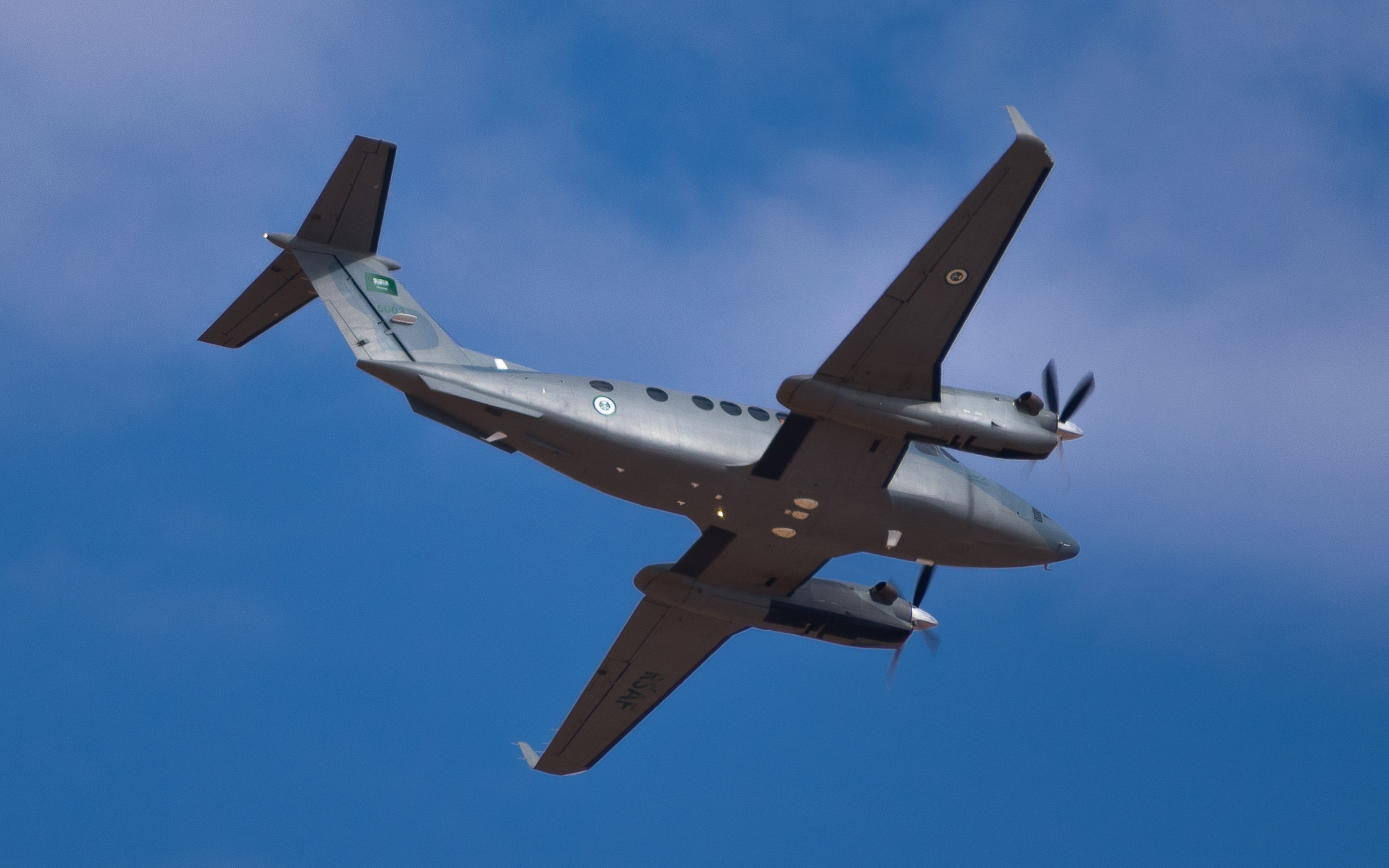
کینگ ایر 350ER نیروی هوایی سلطنتی عربستان سعودی

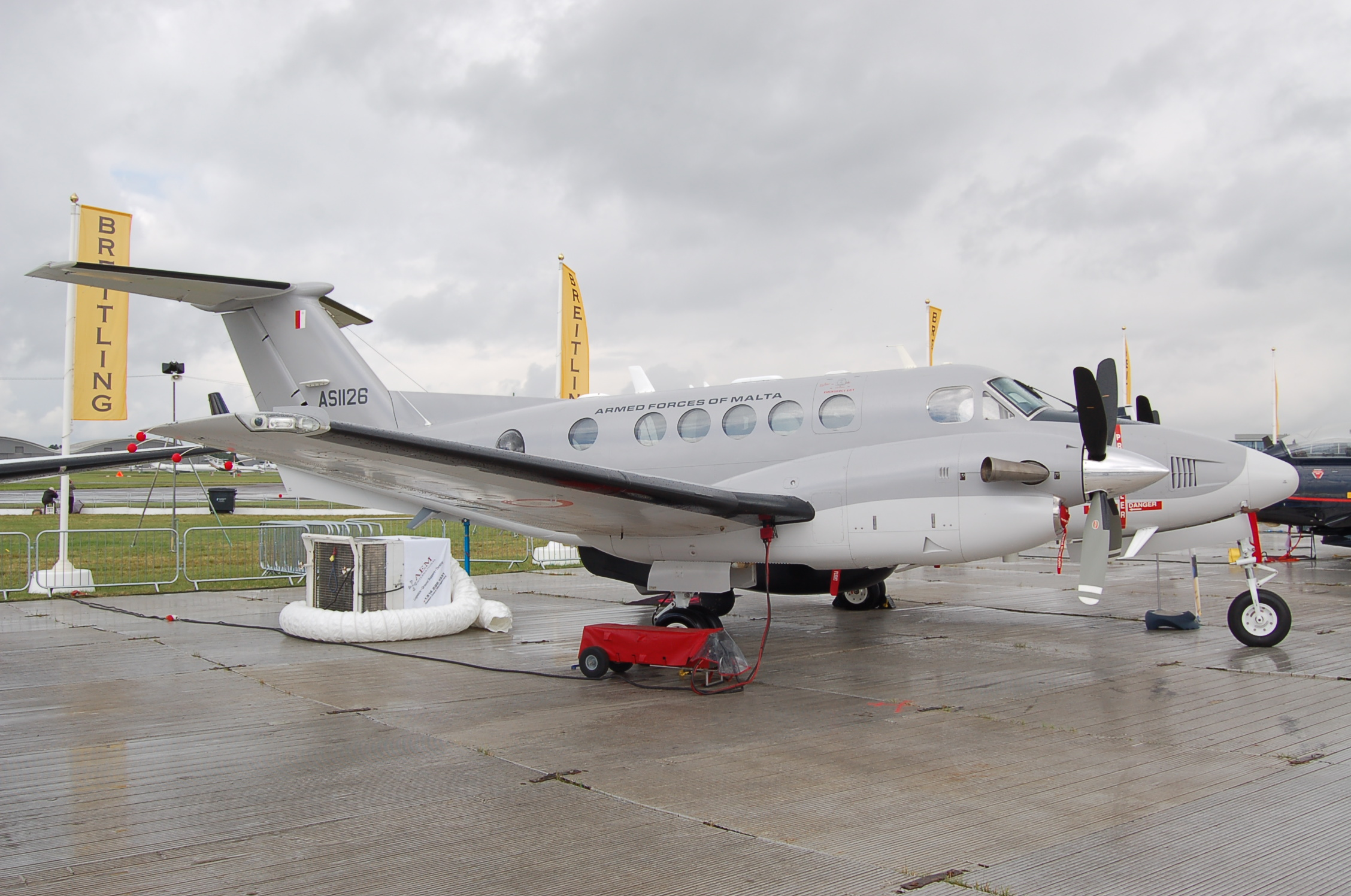
یک مالتی کینگ ایر ۲۰۰ که برای نظارت دریایی استفاده می‌شود